# ماسولبروک، نیو ساوت ولز
ماسولبروک (به انگلیسی: Muswellbrook) یک شهرک در استرالیا است که در Muswellbrook Shire واقع شده‌است.